# ژان-ایو اسکوفیه
ژان-ایو اسکوفیه (انگلیسی: Jean-Yves Escoffier؛ ۱۲ ژوئیهٔ ۱۹۵۰ – ۱ آوریل ۲۰۰۳) فیلم‌بردار اهل فرانسه بود. از فیلم‌هایی که وی در آن نقش داشته است می‌توان به ننگ بشری اشاره کرد. وی در لیون فرانسه متولد شد و در تاریخ ۱ آوریل ۲۰۰۳ در منزلش در لس آنجلس، کالیفرنیا به علت نارسایی قلبی درگذشت.